# Robert Maudsley
Robert John Maudsley, né le 26 juin 1953 à Speke, est un tueur en série britannique ayant commis plusieurs homicides. Cet individu, condamné à la réclusion perpétuelle pour meurtre, tue par la suite trois autres personnes, dont une en asile psychiatrique et deux au sein même du pénitencier où il purgeait sa peine. Les premières rumeurs, ultérieurement démenties, prétendaient qu’il aurait dévoré une partie de la cervelle de l’une de ses victimes incarcérées, lui valant les sobriquets d’« Hannibal le Cannibale » dans la presse anglophone et de « Mangeur de Cerveaux » parmi ses codétenus. Toutefois, les feuilles publiques furent informées que ces allégations s’avéraient infondées, ainsi que l’attestèrent les rapports médico-légaux. À ce jour, Maudsley détient le record de longévité en isolement carcéral au Royaume-Uni, ayant été maintenu à l’écart du commun des prisonniers durant des décennies.

## Biographie
Robert Maudsley vit le jour en tant que quatrième enfant d’une fratrie de douze enfants, à Speke, dans l’agglomération de Liverpool. Ses premières années s’écoulèrent au sein d’un orphelinat catholique sis à Crosby, où il fut placé en compagnie de ses trois aînés. À l’aube de ses huit ans, Maudsley et ses frères et sœurs furent réintégrés au domicile parental. Il subit alors des sévices corporels répétés infligés par son géniteur, jusqu’à ce que les autorités administratives le soustraient définitivement à sa tutelle. Maudsley affirma par la suite avoir été victime de violences sexuelles durant son enfance, imputables à son père, et soutint que ces traumatismes précoces marquèrent durablement sa psyché.
Robert Maudsley, à la fin des années 1960, alors qu’il était encore adolescent, se prostituait à Londres, utilisant les gains de cette activité pour subvenir à son addiction aux stupéfiants. Après plusieurs tentatives d’autolyse, il fut contraint de recourir à un psychiatre. Il rapporta aux praticiens avoir été assailli par des voix lui enjoignant de supprimer ses parents. Il aurait notamment déclaré : « Si j’avais tué mes parents en 1970, aucune de ces personnes ne serait morte,. »  

### Meurtres
En 1974, Robert Maudsley assassina John Farrell par strangulation à Wood Green, un quartier du nord de Londres. Farrell avait préalablement séquestré Maudsley dans l'intention d'avoir des relations charnelles et lui avait exhibé des photographies d'enfants qu'il avait soumis à des sévices de nature sexuelle. Profondément troublé par ces agissements, Maudsley se constitua volontairement aux mains de la police, réclamant une prise en charge psychiatrique. Jugé irresponsable pénalement en raison de son état mental, il fut interné à l'hôpital psychiatrique de Broadmoor,.
En 1977, Maudsley et un autre détenu, David Cheeseman, condamné pour tentative d’homicide, s’enfermèrent dans une cellule en compagnie d’un troisième prisonnier, David Francis, individu reconnu coupable de pédophilie. Préalablement, en septembre 1976, Maudsley s’était déjà livré à une prise d’otage avec Francis, retenant un autre codétenu, Philip Monk. L’agression fut ultérieurement présentée comme une représaille consécutive à une « atteinte homosexuelle » perpétrée contre l’un de leurs proches. Cheeseman déclara aux autorités qu’il avait occis Francis afin d’être transféré de Broadmoor vers une prison ordinaire, alléguant qu’il réitérerait son geste si ce déplacement n’était pas accordé. Les deux hommes soumirent Francis à un supplice prolongé de neuf heures, aboutissant à son trépas par strangulation au moyen d’un garrot. Le cadavre portait des traces de contusions, stigmates des sévices infligés durant l’assaut. Maudsley et Cheeseman avaient prémédité ce meurtre trois jours auparavant, réaménageant les meubles afin de faciliter l’édification d’une barricade. À la suite de cet événement, Maudsley fut reconnu coupable d’homicide involontaire et transféré à la prison de Wakefield, mesure qu’il désapprouva, exprimant ouvertement son souhait de réintégrer Broadmoor. Par la suite, il écopa d’une peine de réclusion criminelle à perpétuité, assortie d’une recommandation d’inexorable détention.
En 1978, dans l’enceinte carcérale de Wakefield, Maudsley abattit deux de ses codétenus en l’espace d’une seule journée, alors qu’il projetait initialement d’en tuer sept. Sa première victime fut Salney Darwood, incarcéré pour homicide involontaire sur la personne de son épouse et pour agression charnelle. À cette époque, Darwood dispensait à Maudsley des leçons de langue française. Ce dernier l’invita en sa geôle, où il l’étrangla à l’aide d’un garrot avant de le frapper à l’arme blanche, puis dissimula sa dépouille sous son couchette. Par la suite, Maudsley tenta d’attirer d’autres prisonniers en son logis, mais ceux-ci déclinèrent tous ses avances.
Maudsley parcourut méthodiquement l’aile pénitentiaire, en quête d’une seconde proie. Il traqua et occit de multiples coups de couteau le détenu William Roberts, lequel purgeait une peine de sept années de réclusion pour tentative d’étranglement suivie de viol sur une enfant de quatre ans, alors qu’il gisait en son lit. Maudsley n’avait antérieurement jamais croisé Roberts. Il lui fendit la boîte crânienne à l’aide d’une dague de fortune, puis heurta violemment son chef contre la muraille à maintes reprises. Par la suite, Maudsley se rendit avec impassibilité dans le bureau de l’aile, y déposa l’arme contondante et déclara au gardien, d’un ton posé, qu’il manquerait deux individus lors du prochain décompte.
Maudsley affirme que les individus qu’il a supprimés étaient des abuseurs, des corrupteurs de mineurs ou autres délinquants sexuels, et qu’il ne représente un péril que pour cette engeance malfaisante.

## Victimes
- John Farrell, 30 ans, le 14 mars 1974. Farrell avait montré à Maudsley des photos d'enfants qu'il avait agressés[3].
- David Francis, 26 ans, le 26 février 1977. Francis était un pédophile condamné, condamné à Broadmoor[3].
- Salney Darwood, 46 ans, le 29 juillet 1978. Darwood a été emprisonné pour agression sexuelle et meurtre de sa femme[3],[11].
- William Roberts, 56 ans, le 29 juillet 1978. Roberts a été condamné pour avoir tenté d'étrangler une fillette de quatre ans afin de la violer[13].

## Isolement cellulaire
En 1983, Maudsley fut considéré comme présentant un risque trop élevé pour être incarcéré dans un quartier carcéral ordinaire. Les autorités pénitentiaires firent édifier, au sein des entrailles de la prison de Wakefield, une unité spéciale composée de deux geôles. En raison de ses antécédents de comportements violents et de son caractère jugé périlleux, toute sortie hors de sa cellule exigeait qu’il fût accompagné d’un escorte d’au moins quatre gardiens.
En mars 2000, Maudsley sollicita, en vain, un adoucissement des mesures carcérales le maintenant à l’écart du commun des détenus, voire l’octroi d’une autorisation de mettre fin à ses jours au moyen d’une capsule de cyanure. Il requit également la compagnie d’une perruche, requête qui lui fut déniée.
En 2003, Maudsley fut transféré vers l’unité de surveillance renforcée de la prison de Wakefield, un établissement pénitentiaire spécialement conçu pour incarcérer les criminels les plus redoutables du Royaume-Uni. Il bénéficiait d’une permission quotidienne d’une heure hors de sa geôle, afin de s’adonner à des exercices physiques.
En mars 2025, Maudsley entama une grève de la faim à la suite de la saisie par les gardiens pénitentiaires de ses effets personnels, parmi lesquels figuraient une console de jeux vidéo, des ouvrages ainsi qu’un dispositif de reproduction sonore. Cette mesure confiscatoire aurait motivé son refus de s’alimenter. Au cours du mois d’avril 2025, des sources rapportèrent son transfert depuis l’établissement pénitentiaire de Wakefield vers un cachot de catégorie A situé au sein de HMP Whitemoor.